# Next Album
| Recensione | Giudizio |
| ---------- | -------- |
| AllMusic   |          |

Next Album è un album in studio del sassofonista jazz statunitense Sonny Rollins, pubblicato dalla Milestone Records nel novembre del 1972.

## Tracce
LP (1972, Milestone Records, MSP 9042)
Lato A
1. Playin' in the Yard – 10:25 (musica: Sonny Rollins) – Registrato il 14 luglio 1972
2. Poinciana – 9:58 (testo: Buddy Bernier – musica: Nat Simon) – Registrato il 27 luglio 1972

Lato B
1. The Everywhere Calypso – 7:54 (musica: Sonny Rollins) – Registrato il 27 luglio 1972
2. Keep Hold of Yourself – 4:30 (musica: Sonny Rollins) – Registrato il 14 luglio 1972
3. Skylark – 10:17 (testo: Johnny Mercer – musica: Hoagy Carmichael) – Registrato il 27 luglio 1972

## Formazione
- Sonny Rollins – sassofono tenore, sassofono soprano (A2)
- George Cables – pianoforte elettrico (A1 e A2), pianoforte (B1, B2 e B3)
- Bob Cranshaw – contrabbasso (eccetto brano A1), basso elettrico (A1)
- Jack DeJohnette – batteria (A1 e B2)
- David Lee – batteria (A2, B1 e B3)
- Arthur Jenkins – congas, percussioni (A1 e B1)

### Produzione
- Orrin Keepnews – produzione
- Registrazioni effettuate al Mercury Sound Studios di New York City, luglio 1972
- Mixaggio effettuato al Mercury Sound Studios di New York City, agosto 1972
- Elvin Campbell – ingegnere delle registrazioni
- Ray Hagerty – mastering
- Ron Warwell – design copertina album originale
- Charles Stewart – foto copertina album originale
- Orrin Keepnews – note retrocopertina album originale [3]